# Conosema alfura
Conosema alfura är en fjärilsart som beskrevs av Felder 1874. Conosema alfura ingår i släktet Conosema och familjen nattflyn. Inga underarter finns listade i Catalogue of Life.